# Chaperiopsis uttleyi
Chaperiopsis uttleyi is een mosdiertjessoort uit de familie van de Chaperiidae. De wetenschappelijke naam van de soort is voor het eerst geldig gepubliceerd in 1992 door Gordon.